# Charles Warren (avocat)
Cet article concerne l'avocat et historien américain Charles Warren. Pour le militaire et archéologue britannique, chef de la police à Londres, voir Charles Warren.
Charles Warren (9 mars 1868 à Boston – 16 août 1954 à Washington) est un avocat et professeur de droit américain.
Il remporte le prix Pulitzer d'histoire en 1922 pour son ouvrage The Supreme Court in United States History.

## Biographie
Warren naît à Boston, dans le Massachusetts. Il est l'arrière-arrière-petit-fils de Mercy Otis Warren et le fils de l'avocat Winslow Warren (en), qui travaille au Port de Boston, et de Mary Lincoln Tinkham. La famille déménage à Dedham, dans le Massachusetts, lorsque Charles Warren a 3 ans. La famille est démocrate convaincue, dans un bastion républicain. Suivant la tradition familiale, il fait ses études à l'université Harvard, y recevant son bachelor en 1889. Il termine son master à la faculté de droit de Harvard, en 1892. Beaucoup plus tard, en 1933, Warren recevra un doctorat honorifique en droit de la Columbia Law School.
Warren commence à pratiquer le droit à Boston dans la firme de Moorfield Storey. Il part moins d'un an après, acceptant un emploi comme secrétaire personnel du gouverneur du Massachusetts, William Eustis Russell.
Warren est un membre actif du Young Men's Democratic Club. Il perd ses deux tentatives à des élections, d'abord à celle de sénateur de l'état en 1894, puis à la même, l'année suivante, en 1895.
Le 31 mai 1894, Warren fonde l'Immigration Restriction League (en) avec ses collègues eux aussi sortis de Harvard, Prescott F. Hall (en) et Robert DeCourcy Ward (en). L'organisation préconise l'exclusion des nouveaux immigrants venant du Sud et de l'Est de l'Europe (Irlande, Italie et Allemagne), en raison de leurs supposées qualités raciales inférieures, par rapport aux pays Anglo-Saxons,. Charles Warren soutient ces théories racistes en publiant des nouvelles dans des magazines à diffusion nationale, comme Scribner's, McClure's Magazine et Atlantic. Il s'oppose au vote des femmes, au bimétallisme, au protectionnisme et à l'impérialisme. L'Immigration Restriction League fait des adeptes dans d'autres villes américaines, pendant environ deux décennies. Elle perd progressivement en importance après la mort de Prescott F. Hall, qui survient en 1921.
Warren rejoint le cabinet d’avocat de Russel en tant qu'associé, quand le mandat de celui-ci a pris fin en 1894. Il forme en 1897 le cabinet Warren & Perry, où il exerce jusqu'en 1914. Il traite différents types d'affaires : droit pénal, droit immobilier, droit des entreprises. Sa plus célèbre affaire est la défense de James Michael Curley, reconnu coupable de comploter dans l'objectif d'escroquer les États-Unis. Ironiquement, en 1905, Warren devient président de la Massachusetts State Civil Service Commission, poste qu'il conserve jusqu'en 1911, quand un candidat soutenu par Martin Lomasney (en) remporte la victoire.
Warren se concentre ensuite sur l'étude de l'exercice du droit, et à sa carrière d'écrivain, et s'investit dans différentes causes progressistes. En plus de relire des articles de publications spécialisées en droit, il publie deux livres d'histoire du droit, qui deviennent des classiques pour l'historiographie de l'époque à ce sujet, pendant plusieurs décennies : History of the Harvard Law School and of Early Legal Conditions in America, en 3 volumes, publié en 1909, et A History of the American Bar.
Charles Warren travaille dans le comité exécutif de la Massachusetts Woodrow Wilson League en 1912. Ce dernier, devenu président des États-Unis, le nomme assistant au Procureur général des États-Unis, fonction qu'il exerce de juin 1914 à avril 1918. Warren s'implique avec la Première Guerre mondiale dans les affaires de relations internationales et de sécurité intérieure. Il participe notamment à la rédaction de l'Espionage Act of 1917. Warren a également rédigé des textes de droit et plaidé devant la Cour suprême des États-Unis une trentaine de fois.
Après la guerre et la mort de Wilson, il reste à Washington, où il est plusieurs fois nommé en tant que maître spécial (special master) de la Cour suprême, pour des litiges concernant les frontières du pays et des droits d'accès et de gestion de l'eau. Le département d’État a également consulté Warren concernant des affaires de neutralité, pendant les années 1930.
La publication de ses trois volumes de History of the United States Supreme Court en 1922 assoit sa réputation de spécialiste du droit américain. Il remporte avec cet ouvrage le prix Pulitzer d'histoire en 1923. Warren est en désaccord avec l'analyse économique de la Constitution formulée en 1912 par l'historien Charles A. Beard. Warren considère que l'analyse conservatrice du rôle de la Cour suprême restreint l'importance du Congrès dans le processus légal, thème qu'il développe en 1925 dans son ouvrage Congress, the Constitution, and the Supreme Court. Warren publie en 1935 Bankruptcy in United States History, s'appuyant sur des conférences qu'il a données à la Northwestern University School of Law. Il a aussi donné des conférences dans différentes grandes universités américaines, comme l'université de Rochester, la faculté de droit de l'université de Boston, l'université Johns-Hopkins, l'université de Virginie, ou encore l'université de Chicago.
Il prend sa retraite de la fonction publique dans les années 1940. Il n'a aucun enfant avec son épouse Annie Louise Bliss, fille de Robert Woods Bliss (en), avec qui il s'est marié en 1904. Il meurt le 16 août 1954 à Washington,.

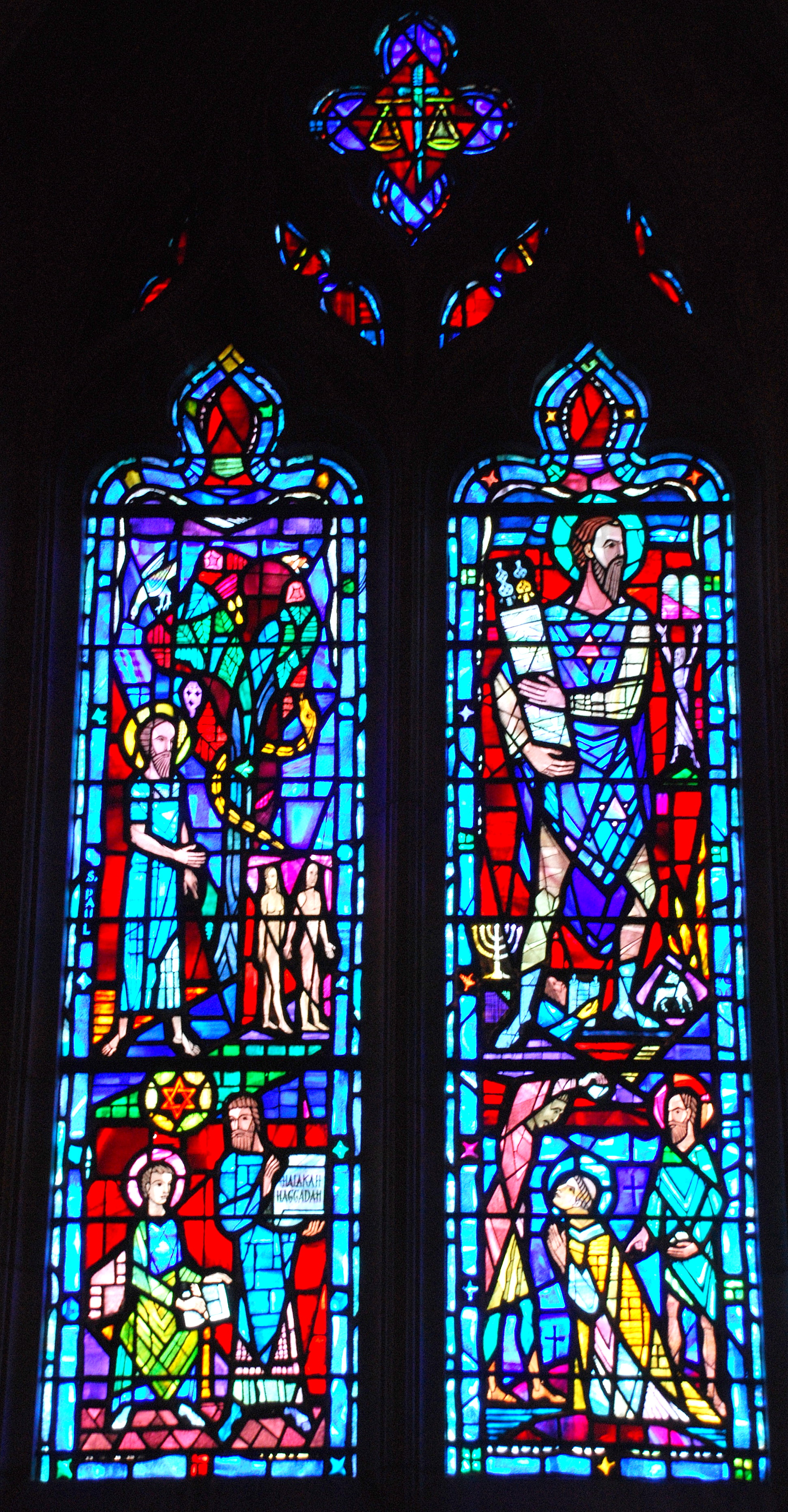
Vitrail en hommage à Charles Warren, dans la cathédrale nationale de Washington.

Un vitrail de la cathédrale nationale de Washington et une plaque commémorative lui sont dédiés. À son alma mater, un centre de recherches en histoire de l’Amérique du Nord, financée par sa veuve, est nommé en son hommage,. La Bibliothèque du Congrès possède une grande partie de ses archives. Ses notes autobiographiques ont été versées à la Société historique du Massachusetts et à la collection d'histoire orale de l'université Columbia.

## Publications
- History of the Harvard Law School and of Early Legal Conditions in America (1908)
- A History of the American Bar, 1911 (lire en ligne)
- The Supreme Court in United States History (3 volumes, 1922)
- The Making of the Constitution (1928 ; révisée en 1937)
- Congress, the Constitution and the Supreme Court (1925 ; révisée en 1935)
- Congress as Santa Claus; or, National Donations and the General Welfare Clause of the Constitution (1932)
- Troubles of a Neutral (1934)
- Bankruptcy in United States History (1935)
- Odd Byways in American History (1942)